# Tré Cool
Tré Cool (pe numele său real Frank Edwin Wright al III-lea, n. 9 decembrie 1972 în Frankfurt, Germania) este toboșarul formației americane de punk rock Green Day, înlocuindu-l pe toboșarul original, Al Sobrante.